# 強烈熱帶風暴獅子山 (2010年)
強烈熱帶風暴獅子山（英語：Severe Tropical Storm Lionrock，國際編號：1006，聯合颱風警報中心：WP072010，菲律賓大氣地球物理和天文服務管理局：Florita）為2010年太平洋颱風季第6個被命名的熱帶氣旋。「獅子山」一名由香港提供，是位於香港新九龍和沙田之間的一個山峰，取代因技術性原因而遭退役的「婷婷」。

## 氣象歷史
2010年8月23日，西北太平洋上空的副熱帶高壓呈減弱和東退的現象，不久位於台灣東面海域和呂宋西面海域同時有兩個低壓區形成。及後，位於台灣東面海域的那一個低壓區於8月25日下午發展成熱帶擾動，並於8月26日被日本氣象廳升格為熱帶低氣壓。8月27日，此低壓區也被日本氣象廳升格為熱帶低氣壓，而不久該熱帶低氣壓再被聯合颱風警報中心和菲律賓氣象局承認升格，發出了熱帶氣旋生成預警，也被菲律賓方面更名為「Florita」。但是，此熱帶低氣壓受到華中至西南地區的微弱冷空氣影響之下，華南沿岸一帶也轉吹偏北風，部份內陸地區氣溫也有下降，影響其的移動速度和增強的可能性。不過，由於熱帶低氣壓在南海北部幾乎停留不動，華南沿岸受其下沉氣流影響，很多地方都有煙霞，天氣酷熱。
而香港天文台於8月28日下午12時許，升格為熱帶低氣壓。8月29日獲日本氣象廳升格為熱帶風暴，及命名為獅子山。如以獅子山發展路徑來看，獅子山在約攝氏30度的南海水面發展，增強空間很大。但在8月29日，台灣東南部海面和關島西北海面各有熱帶氣旋發展，形成西北太平洋「三颱鼎立」的現象，同時受藤原效應影響下，獅子山的增強空間減少，也令獅子山移動的速度和方向都有很不穩定的因素。
8月29日晚上8時，位於台灣北部的一熱帶低氣壓09W突然增強為熱帶風暴，並命名「南川」，並朝西南方向，即南海東北部的方向移動，進入台灣海峽，屆時獅子山和南川兩個熱帶氣旋的距離就拉近，更有機會相撞。受南川影響，獅子山在東沙群島一帶轉為向南緩慢移動，並再緩慢向北移動，在南海東北部徘徊。基於獅子山和南川的距離相當接近，出現了的雙颱效應，獅子山的移動路徑也變得緩慢，令其將來移動路徑存在變數，有可能中途西移折返，也有可能繼續向東北移動。8月31日晚間時份，位於台灣海峽北部的熱帶氣旋南川已經減弱成為一個低壓區，獅子山當時是位於台灣海峽南部，很快就把南川的雨雲帶吸收，並有所增強和增加移動速度。但由於受副熱帶高壓在西風帶向西擴展的關係，獅子山在台灣海峽轉向並移近廣東東部和福建南部沿岸。9月2日，獅子山在福建省漳州市漳浦縣古雷鎮登陸，並開始減弱。獅子山於9月3日下午於廣東珠江三角洲西北部內陸減弱成一個比較廣闊的低壓區。

## 影響

### 香港
當地兩度發出之最高熱帶氣旋警告信號： 一號戒備信號
由於獅子山移動緩慢且環流細小，所以即使獅子山早於8月28日在香港800公里範圍內形成，都沒有令香港天文台立即發出熱帶氣旋警告信號。8月29日早上，獅子山增強為熱帶風暴，天文台在上午10時35分發出一號戒備信號，當時獅子山位於香港之東南約340公里。獅子山於當日晚上11時最接近香港，在香港之東南約260公里掠過。當日香港吹和緩北風，翌日（30日）高地間中吹強風，對香港的威脅不大。8月30日，由於獅子山採取偏東的移動方向遠離，天文台在晚上7時10分取消所有熱帶氣旋警告信號，當時獅子山位於香港之東南偏東約350公里。但由於獅子山與台灣北部的熱帶風暴南川產生了藤原效應，移動路徑存在變數，天文台表示仍然會密切留意獅子山的移動路徑，隨後獅子山增強成強烈熱帶風暴。
8月31日至9月2日日間，雖然獅子山對香港的威脅暫時解除，但是其下沉氣流仍然為華南大部份地區出現酷熱、微風和有煙霞的天氣，香港多個路邊空氣監察站都錄得偏高至甚高水平的空氣污染。9月2日晚間，獅子山移入廣東內陸，其雨帶開始影響香港。雖然獅子山已經減弱為熱帶風暴，天文台亦曾表示再次發出熱帶氣旋警告信號機會不大，但是獅子山突然改向西南偏西移動，進一步逼近香港，所以天文台於晚上8時40分再度發出一號戒備信號，當時獅子山位於香港之東北偏北約210公里。這是繼2007年強烈熱帶風暴帕布正面襲港後，3年以來首個「回馬槍」。9月3日凌晨，獅子山減弱為熱帶低氣壓，繼續接近香港，香港轉吹南風，離岸風勢間中清勁。獅子山在當日下午2時最接近香港，在香港之西北偏北約150公里掠過。隨著獅子山於黃昏前減弱為低壓區，天文台於下午4時40分取消所有熱帶氣旋警告信號。

### 澳門
當地懸掛之最高熱帶氣旋信號：  一號風球
因應獅子山增強為熱帶風暴，澳門地球物理暨氣象局於8月29日上午10時半懸掛一號風球，當時獅子山集結在澳門之東南380公里，氣象局隨即表示改掛較高熱帶氣旋信號的機會不大。獅子山路徑飄忽，於8月31日轉向東至東北方向移動，並於翌日早上移向台灣海峽，逐漸遠離澳門，因此三號風球一直沒有懸掛。獅子山於9月1日再次轉向西北移動，並在福建南部登陸，但由於缺乏水汽及受地形摩擦，獅子山減弱為熱帶低氣壓並逐漸消散，對澳門的威脅解除，氣象局遂於9月2日早上7時45分除下所有熱帶氣旋信號。

### 中國大陸
當地發佈之最高颱風預警信號： 颱風橙色預警信號
2010年8月29日凌晨2时，今年第6号热带风暴“狮子山”在南海北部海面上生成。早上10时，中央气象台继续发布台风蓝色预警：今年第6号热带风暴“狮子山”的中心，29日08时位于广东省汕头市以南大约420公里的南海北部海面上，就是北纬19.6度、东经116.2度，中心附近最大风力有8级（20米/秒），中心最低气压为998百帕。预计，“狮子山”中心将以每小时5-10公里的速度向偏北方向移动，强度逐渐加强，并向广东东部到福建南部沿海靠近。受“狮子山”和西南季风共同影响，29日中午到30日中午，南海北部、广东东部沿海、福建南部沿海将有6-7级大风，“狮子山”中心经过的海面风力有8-9级，阵风可达10-11级；南海中南部、巴士海峡、巴林塘海峡、台湾以东洋面也将有6-7级大风。
下午5时，风暴的中心位于广东省汕头市偏南方大约430公里的海面上，就是北纬19.5度，东经116.3度，中心附近最大风力有8级（20米/秒），中心气压998百帕。中央气象台预计，“狮子山”中心将以每小时5-10公里的速度向北偏东方向移动，强度逐渐加强，逐渐向广东东部到福建南部沿海靠近。

#### 廣東
當地發佈之最高颱風預警信號： 颱風黃色預警信號
2010年8月29日早上9時，广东省气象台发布台风蓝色预警信號。
下午2時，广东省气象台预计，“狮子山”未来24小时内将以每小时5～10公里的速度向偏北方向移动，缓慢靠近廣東省中东部沿海，强度继续加强。
9月1日中午12时，广东省气象台发布台风黄色预警信号，预计24小时内广东省东部地区将受狮子山影响，平均风力可达8级以上。

#### 福建
當地發佈之最高颱風預警信號： 颱風橙色預警信號
2010年8月30日下午13時，福建省气象台发布台风蓝色预警信號。预计未来24小时内福建沿海东北风6-8级。
8月31日，受熱帶風暴南川影响，上午7时5分，福建省气象台改对南川发出台风黄色预警信号。
9月1日上午6时，福建省气象台发布台风黄色预警信号。预计狮子山将向闽南粤东沿海靠近，未来24小时内，闽江口以北东北风6-7级，阵风8-9级；闽江口以南东北风转东南风，风力6-7级，阵风8-9级逐渐增强到7-8级，阵风9-10级。
下午17时30分，福建省气象台变更发布台风橙色预警信号，预计狮子山将于9月1日下半夜到2日上午在晋江至汕头一带沿海登陆，于9月1日下半夜沿海东北风6-7级，阵风8-9级，闽江口以南逐渐增强到7-8级，阵风9-10级。风暴中心经过的附近海面风力可达9-10级，阵风11-12级。

### 台灣
當地發佈之颱風警報：海上陸上颱風警報
2010年8月31日20時30分，中央氣象局發布海上颱風警報。9月1日2時30分，中央氣象局發布海上陸上颱風警報。屏東縣於0時30分、高雄縣市於6時30分宣布本日上午正常上班、停止上課；後又於上午宣佈下午停止上班、上課。台東縣蘭嶼鄉10點過後宣佈停班停課，澎湖縣下午停班停課，台南市則宣布本日晚間6點以後停班停課。台東縣太麻里鄉、大武鄉、金峰鄉、達仁鄉本日晚間停班停課。
花蓮縣壽豐鄉有兩名蜆苗養殖場人員疑似因為養殖池水位高漲，不幸溺斃。
9月2日8時30分，中央氣象局解除陸上颱風警報。14時30分解除海上颱風警報。

## 熱帶氣旋警告使用紀錄

### 香港
| 香港天文台 熱帶氣旋警告信號 | 香港天文台 熱帶氣旋警告信號 | 香港天文台 熱帶氣旋警告信號 |
| --------------------------- | --------------------------- | --------------------------- |
| 上一熱帶氣旋                | 一號戒備信號                | 下一熱帶氣旋                |
| 颱風燦都                    | 一號戒備信號                | 強颱風凡那比                |

### 澳門
| 地球物理暨氣象局 熱帶氣旋信號 | 地球物理暨氣象局 熱帶氣旋信號 | 地球物理暨氣象局 熱帶氣旋信號 |
| ----------------------------- | ----------------------------- | ----------------------------- |
| 上一熱帶氣旋                  | 一號風球                      | 下一熱帶氣旋                  |
| 颱風燦都                      | 一號風球                      | 颱風凡亞比                    |

### 台灣
| 交通部中央氣象局 颱風警報 | 交通部中央氣象局 颱風警報 | 交通部中央氣象局 颱風警報 |
| ------------------------- | ------------------------- | ------------------------- |
| 上一熱帶氣旋              | 海上颱風警報              | 下一熱帶氣旋              |
| 輕度颱風南修              | 海上颱風警報              | 輕度颱風莫蘭蒂            |
| 輕度颱風南修              | 陸上颱風警報              | 輕度颱風莫蘭蒂            |

### 相關熱帶氣旋
- 颱風圓規 (2010年)
- 熱帶風暴南川 (2010年)

## 外部連結
- （英文）http://www.usno.navy.mil/JTWC （页面存档备份，存于） 聯合颱風警報中心首頁
- （日語）http://www.jma.go.jp/jma/index.html （页面存档备份，存于） 日本氣象廳首頁
- （繁體中文）http://www.cwb.gov.tw （页面存档备份，存于） 中央氣象局首頁
- （英文）http://www.pagasa.dost.gov.ph/ （页面存档备份，存于） 菲律賓大氣地球物理和天文服務管理局首頁
- （繁體中文）http://www.hko.gov.hk （页面存档备份，存于） 香港天文台首頁
- （繁體中文）http://www.smg.gov.mo （页面存档备份，存于） 澳門地球物理暨氣象局首頁
- （简体中文）熱帶風暴獅子山專題網頁：中國天氣颱風網 （页面存档备份，存于）